# Zhoubi Suanjing

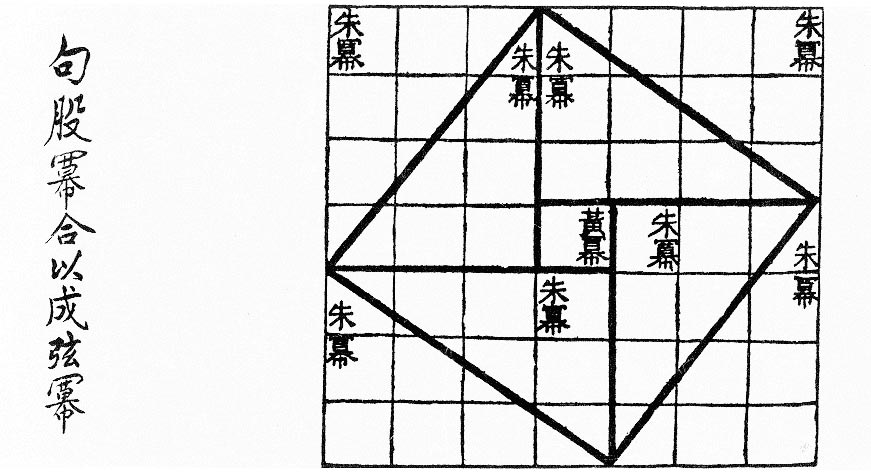
Prueba geométrica del Teorema de Pitágoras, sacado del Zhoubi Suanjing.

El Zhoubi Suanjing (周髀算經, Zhōubì Suànjīng, lit. El clásico matemático de la sombra de Zhou) es uno de los textos de matemática china más antiguos de la historia. La palabra Zhou se refiere a la antigua dinastía Zhou occidental (周, 1046-771 a. C.); mientras que Bi significa muslo pero, de acuerdo al libro, se refiere al gnomon de los relojes de sol. El libro está dedicado a la astronomía y el cálculo. Suan Jing o clásico de aritmética fue adjunto tiempo después en honor al logro del libro a las matemáticas.
Este libro data desde el período de la dinastía Zhou (1050-256 a. C.), sin embargo, su compilación y adición de materiales continuó durante la Han (202 a. C.-220 d. C.). Es una colección de 246 problemas encontrados por el Duque de Zhou y su astrónomo y matemático, Shang Gao. Cada pregunta tiene fijada su respuesta numérica y su correspondiente algoritmo aritmético. Este libro contiene una de las primeras pruebas escritas del Teorema de Pitágoras.
Matemáticos como Liu Hui (263 d. C.), Zu Geng (principios del siglo VI), Li Chunfeng (602-670 d. C.) y Yang Hui (1270 d. C.) han expandido este texto.